# Partido Acción Nacional
El Partido Acción Nacional (PAN) es un partido político mexicano de doctrina política conservadora, afín a las ideas de la democracia cristiana. Sus estatutos establecen que su posición ideológica es el humanismo cristiano. Diversos analistas lo definen como un partido de derecha. Los miembros de este partido se denominan panistas.
La plataforma partidaria actual mantiene aún la importancia de los valores familiares, los derechos de la niñez, cuidar la vida desde la concepción hasta la muerte y mantener la libertad de la educación familiar. En materia política, impulsa la independencia judicial, la división de poderes, el federalismo, el fortalecimiento de los municipios, así como el establecimiento de elecciones primarias. En materia económica, promueve un nuevo pacto fiscal, la libre competencia y la reducción de impuestos. Busca la inversión en energía renovables y cumplir con el convenio del Marco mundial Kunming-Montreal (2022).
El PAN fue fundado en 1939 como una alternativa cristiana y opositora al poder posrevolucionario en México (específicamente, al entonces conocido como Partido de la Revolución Mexicana). Desde su fundación, se consolidó como el principal partido opositor en México. Luego de varias décadas de participación política electoral y presencia en el poder legislativo federal y local, tuvo una etapa de consolidación al gobernar varios estados desde 1989, en el que triunfa en las elecciones a la gubernatura de Baja California, y a nivel federal, con la integración de un bloque opositor en la LVII Legislatura en 1997 y con el triunfo de Vicente Fox Quesada a la Presidencia de la República con la Alianza por el Cambio en el año 2000 y de Felipe Calderón Hinojosa en 2006. Ambos han sido los dos ejercicios del PAN en el poder ejecutivo en México entre los años 2000 y 2012. 
En las elecciones presidenciales de 2024 fue la segunda fuerza política nacional, recibiendo el 16.04 % de los votos emitidos. Dentro de la LXVI Legislatura del Congreso de la Unión, tiene 71 diputados federales y 21 senadores de la República. Actualmente posee las gubernaturas de los estados de Aguascalientes, Chihuahua, Guanajuato y Querétaro.

## Historia

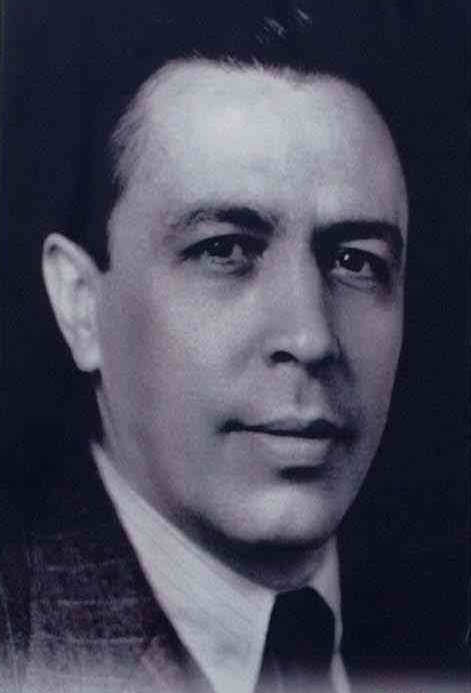
Manuel Gómez Morin, fundador del partido.

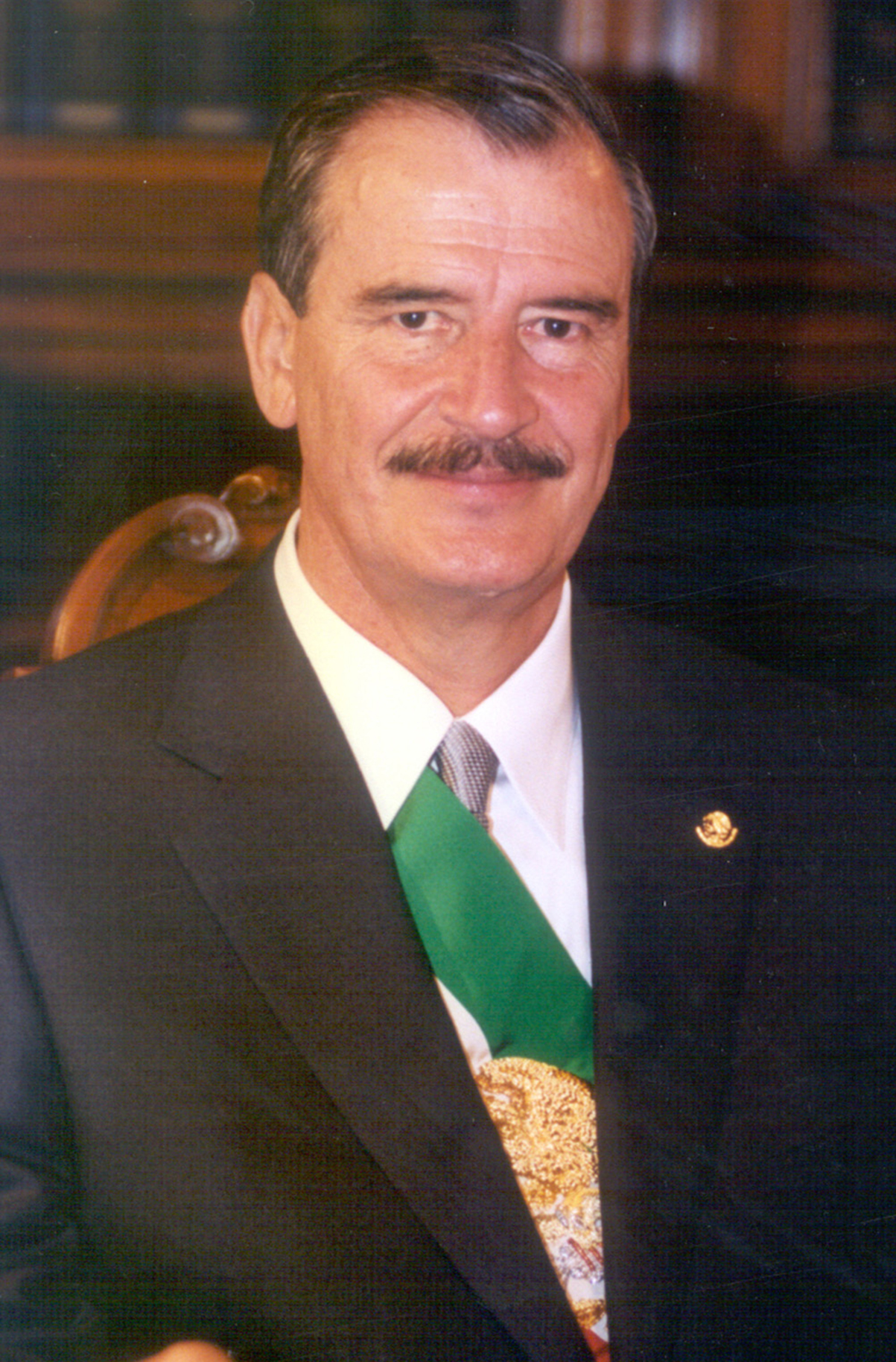
Vicente Fox, presidente de México de 2000 a 2006.

Fundado en 1939 por Manuel Gómez Morin junto con Efraín González Luna, Aquiles Elorduy, Luis Calderón Vega, Miguel Estrada Iturbide, Manuel Herrera y Lasso, Francisco Fernández Cueto, Juan José Páramo Castro, Alejandro Ruiz Villaloz, Rafael Preciado Hernández, Juan Gutiérrez Lascuráin y Manuel R. Samperio, entre otros.
El PAN agrupaba originalmente a la élite socioeconómica mexicana opuesta a las reformas del presidente Lázaro Cárdenas. En particular, se oponía a su plan de educación laica y gratuita, a la nacionalización del petróleo y a la reforma agraria. El partido, que en su momento incluyó a personalidades simpatizantes del fascismo, hizo campaña a favor de la neutralidad de México durante la Segunda Guerra Mundial.
En 1940 hubo elecciones presidenciales, las primeras que debía afrontar el PAN después de su fundación en 1939, pero la mayoría de las personas pensaba votar por el Partido de la Revolución Mexicana (antecesor del Partido Revolucionario Institucional, PRI); el partido buscó postular al licenciado Carlos Enrique Pérez Pérez, quien gozaba de amplio prestigio y se había opuesto al gobierno de Lázaro Cárdenas, pero declinó la postulación. Se debatió intensammente de manera interna sobre si apoyar o no la candidatura de Juan Andreu Almazán (candidato de su propio partido, el Partido Revolucionario de la Unificación Nacional) quien era el candidato representante de las diferentes posturas en oposición a la presidencia de Cárdenas; Manuel Gómez Morin decidió que se aprobara una propuesta en la que se dejaba en libertad a los panistas para apoyar a Almazán, siempre que este no se desviara de los propósitos del movimiento, en cuyo caso los panistas debían retirar su apoyo. Muchos panistas participaron activamente en la campaña almazanista, la cual terminaría en un baño de sangre del día de las elecciones con diversas balaceras en contra de los varios contigentes protestando a favor de la campaña de Almazán.
En 1946, el partido acordó postular a la Presidencia a Luis Cabrera Lobato, pero este declinó la postulación.
Fue creado como una institución política que se alejaba del caudillismo y buscaba la institucionalidad de la democracia, logró su primera diputación en 1946, y su primer municipio, Quiroga, Michoacán, en 1947. Sin embargo, mantuvo una presencia marginal en el gobierno. En 1952, contendió por primera vez a la Presidencia de la República con Efraín González Luna como candidato. A pesar de haber ganado aproximadamente 13% de la votación en las elecciones generales de 1970, una cifra muy alta para un sistema de partido preponderante, el partido sufrió un declive que tocó fondo en 1976, cuando no pudo acordar el proponer candidato a la Presidencia y no pudo participar en las elecciones de ese año. Sin embargo, es desde estos años que se inicia el proceso de incrustación de grupos empresariales (neopanistas) descontentos por el libertinaje económico en que incurrieron los presidentes Luis Echeverría Álvarez y José López Portillo, y se conjuga con la gradual apertura del país en materia democrática y electoral a partir de la reforma política de 1977, con lo cual empezarían a cosecharse los frutos de decenios de oposición.
En 1988 postuló a Manuel de Jesús Clouthier del Rincón, conocido como Maquío, quien le imprimió a la campaña presidencial del PAN una nueva dinámica de acción política nunca antes vista en el PAN. Clouthier decía que buscaba "hacerle un boquete al sistema" por el cual "pasara" la democracia; además, buscaba desmistificar la figura presidencial que tanto daño había hecho al país, y como tercer propósito, además de ganar la Presidencia de la República, crear un sistema político basado en la idea de "tanta sociedad como sea posible y tanto gobierno como sea necesario".
Más adelante, resultó un hito el reconocimiento del triunfo de Ernesto Ruffo Appel como primer gobernador de un partido de oposición en 60 años. (Baja California, en noviembre de 1989).
El 1 de septiembre de 1997 consigue la mayoría absoluta con los partidos del bloque opositor dentro de la LVII Legislatura, logrando terminar la hegemonía del Partido Revolucionario Institucional, que no había perdido el dominio del Poder Legislativo desde 1929.
En el año 2000, como parte de la Alianza por el Cambio junto con el Partido Verde Ecologista de México (PVEM) y después de más de seis décadas de participación política opositora del Partido Acción Nacional, Vicente Fox fue elegido a la Presidencia de la República Mexicana, el primero del PAN, terminando así con la extensa hegemonía del Partido Revolucionario Institucional, que sostuvo desde el fin de la Revolución mexicana.
A finales del 2005 en elecciones internas, con la participación de miembros adherentes y activos fueron ganadas las elecciones internas por parte de Felipe Calderón frente a Santiago Creel, considerado como la propuesta del presidente Fox Quesada.

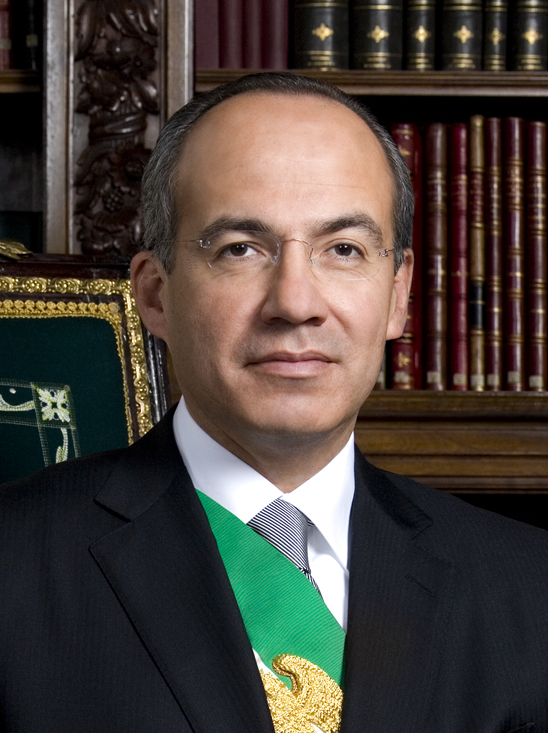
Felipe Calderón, presidente de México de 2006 a 2012.

En las elecciones presidenciales de 2006, Acción Nacional obtuvo el primer lugar entre los partidos y coaliciones que contendieron convirtiendo a Felipe Calderón Hinojosa en el segundo presidente de México emanado de Acción Nacional . El resultado de la elección federal del 2 de julio de 2006 fue controvertido. El Tribunal Electoral del Poder Judicial de la Federación declaró por unanimidad al candidato Felipe Calderón, presidente electo, pese a reconocer intromisiones en el proceso electoral por parte del presidente Vicente Fox. Tomó posesión el 1 de diciembre de 2006 en el Congreso de la Unión, en medio de un tumulto en el Palacio Legislativo. El PAN se ubicó como el partido con mayor número de diputados federales y senadores.
En 2009 sufre una fuerte caída electoral al perder gran número de curules en la Cámara de Diputados, al igual que pierde gubernaturas que celebraron elecciones en ese año, salvo Sonora, que gana por primera vez. Sin embargo, en el año 2010, en unión con otros Partidos obtiene las gubernaturas de los estados de Puebla, Oaxaca y Sinaloa, además de cientos de municipios y diputaciones en las legislaturas locales; siendo 264 Ayuntamientos obtenidos en Coalición en Chiapas, Durango, Oaxaca, Puebla, Quintana Roo y Sinaloa, de los cuales 128 son encabezados por militantes del PAN. En los estados de Chihuahua, Tamaulipas, Tlaxcala, Veracruz, Yucatán y Zacatecas obtiene 188 alcaldías con candidatos del propio partido. En diputaciones locales obtiene 104 en conjunto con los otros partidos y un total de 120 contando los que compiten solo por el PAN.
El 4 de septiembre de 2011, Josefina Vázquez Mota anuncia que buscaría la candidatura para la Presidencia de la República por Acción Nacional y para el 17 de septiembre quedó registrada como precandidata, compitiendo contra Santiago Creel y Ernesto Cordero.
El 5 de febrero de 2012 se realiza la elección interna de Acción Nacional y tras tener 86.7% de los votos contabilizados, se daba la victoria a Vázquez Mota con 54% de los votos, dejando atrás a Ernesto Cordero con 40% de los votos y a Santiago Creel con solo 6% de los votos, convirtiéndose así, en la primera candidata presidencial mujer emanada del Partido Acción Nacional.

### Debacle electoral de 2012
Josefina Vázquez Mota empezó la búsqueda de la Presidencia con muchos problemas internos, divisiones y apoyo a otros candidatos de algunos miembros de su propio partido, como el expresidente Vicente Fox, que manifestó su apoyo a Enrique Peña Nieto, por lo que Vázquez Mota perdió popularidad, sumado a su mala campaña en lo que repercutió en estados claves del panismo; dichos estados fueron Aguascalientes con 30.91%, Jalisco con 32.21%, San Luis Potosí con 31.01%, Querétaro con 33.75%, Sonora con 31.64%, Coahuila con 36.47%, Yucatán con 37.54% y Colima con 33.33%. En 2006 todas estas entidades fueron ganadas con o más de 48%, también en estados con fuerte presencia terminaron en tercer lugar, como Zacatecas con 18.5%, el DF con 17%, el Estado de México con 18%, Puebla con 23%, Michoacán con 18%, Sonora con 23%, Sinaloa con 22%, Baja California Sur con 26% y sorpresivamente Baja California con 27%, y solo logró el triunfo en Guanajuato, Tamaulipas, Nuevo Leon y Veracruz. Josefina Vázquez Mota quedó en el tercer lugar de la elección presidencial en la que solo obtuvo 25.41% de la votación nacional, el porcentaje más bajo en los últimos 18 años.
En las elecciones estatales de 2012, Acción Nacional perdió Jalisco, un estado emblemático del panismo con 19.87% quedando detrás de los candidatos del PRI y Movimiento Ciudadano; Morelos, con 15.47% detrás del PRD y PRI; no logró el gobierno de Yucatán quedando en segundo lugar con 41%; su situación en el DF no fue la mejor ya que obtuvo su más bajo resultado con 13.64% y solo conservó la Delegación Benito Juárez gobernada desde hace 12 años. El PAN solamente logró el triunfo tanto a escala local como federal en su principal bastión,  Guanajuato, con 51.14%, un perfil bajo para el PAN en esa entidad, el triunfo fue opacado al perder la ciudad de León. La ciudad más panista ahora es San Pedro Garza García, en el estado de Nuevo León.
En enero de 2013, el PAN perdió 80% de su militancia, después del proceso de reafiliación que realizó el partido, puesto que del millón 868 mil 567 panistas inscritos en el padrón antes del proceso de reafiliación que realizó el partido, solo 368 mil 253 refrendaron su militancia, esto quiere decir que solo 2 de cada 10 militantes refrendaron su pertenencia al partido, según cifras publicadas por Acción Nacional.

### Recuperación
Tras las elecciones estatales de julio de 2013, el PAN recibió resultados mixtos. Sin embargo, conservaron capitales como Puebla de Zaragoza, recuperaron Aguascalientes, Mexicali y Saltillo, y ganaron por primera vez el municipio de Tlaxcala. También, en la única elección de gobernador de ese año, lograron conservar Baja California, ganando por quinta vez consecutiva desde 1989.
En las elecciones estatales de 2015, el PAN refrenda el gobierno de Baja California Sur, y aunque pierde el estado de Sonora, por primera vez en la historia logra recuperar un gobierno que había perdido, al arrebatarle por segunda ocasión al PRI el estado de Querétaro, después de estar 6 años como oposición.
El PAN obtuvo buenos resultados en las elecciones estatales de 2016, pues el Partido Revolucionario Institucional gobernaba nueve de once estados en los que había elección, ganando el PAN en siete de ellos, quitándole por primera vez en más de 80 años, el poder al PRI en los estados de Tamaulipas, Durango, Quintana Roo, y Veracruz (los tres últimos en coalición con el Partido de la Revolución Democrática). Además recuperó el gobierno en los estados de Chihuahua y Aguascalientes. Por último, a pesar de haber perdido los estados de Oaxaca y Sinaloa, el PAN logró conservar el estado de Puebla y en las Elecciones Constituyentes de la Ciudad de México, el PAN se colocó como tercera fuerza política solo por detrás de Morena y el PRD.

### Elecciones de 2018

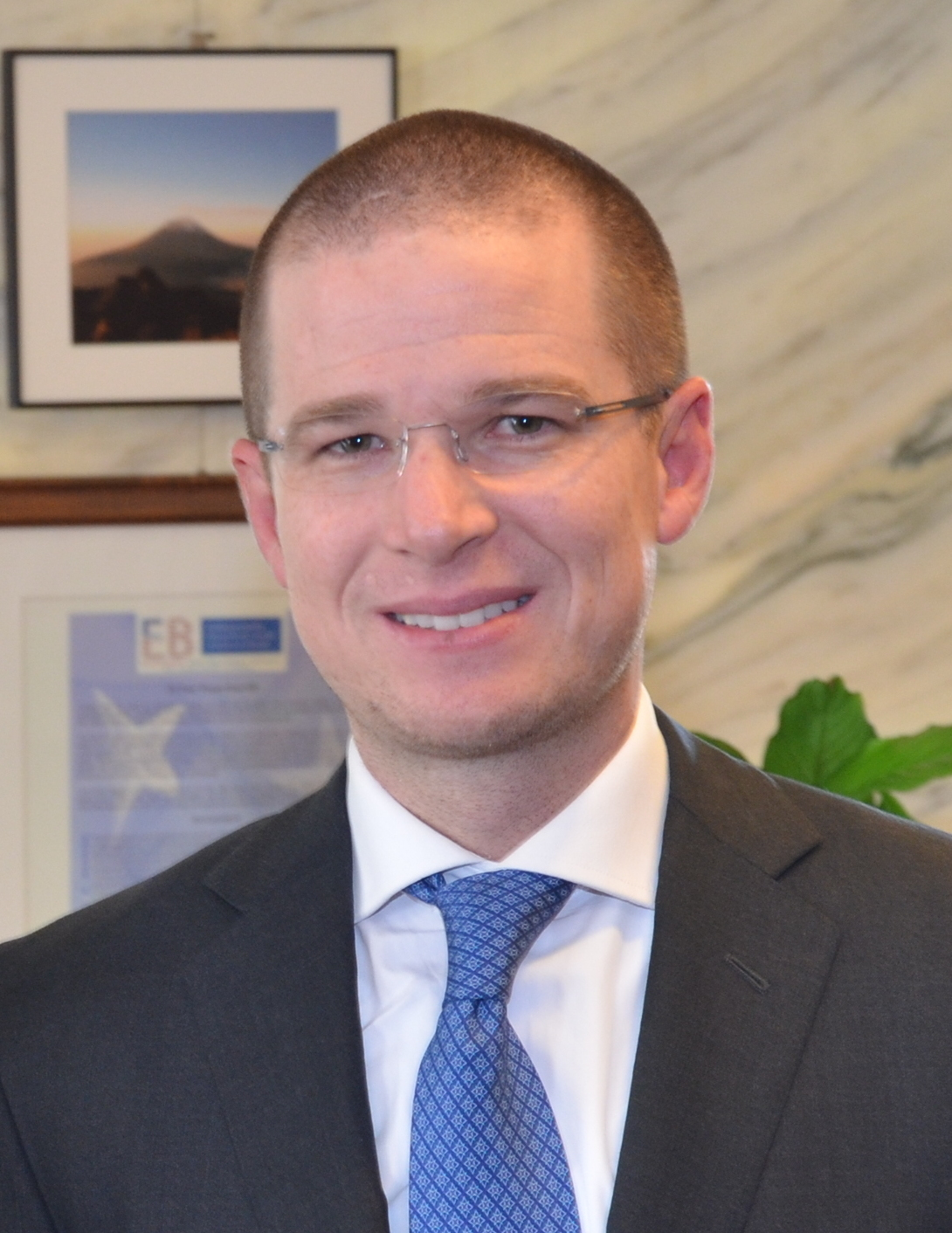
Ricardo Anaya, antiguo presidente del PAN.

Ricardo Anaya, el candidato presidencial del PAN y de la coalición Por México al Frente para las elecciones federales de 2018 obtuvo el 22.2% de la votación nacional, el peor resultado en una elección presidencial para el PAN desde 1994, superando en porcentaje de votos obtenidos solo a Manuel Clouthier, candidato en 1988.
Respecto a la elección legislativa federal, en cuanto a la Cámara de Diputados el PAN tuvo una muy importante reducción de legisladores, siendo que no obtenía un resultado tan bajo desde 1986, cuando la cámara pasó de conformarse de 400 a 500 miembros, respecto a la Cámara de Senadores, obtuvo su resultado más bajo en 24 años, situación que deja muy debilitada la fuerza política de Acción Nacional. En las elecciones locales ganó Yucatán, perdió Veracruz y mantuvo Puebla y Guanajuato, mientras que perdió el municipio de San Pedro Garza García (NL) por primera vez en 30 años. También, por primera vez en su historia, perdió el registro como partido político en el estado de Tabasco, al no obtener la mínima votación requerida por la ley.

## Doctrina política

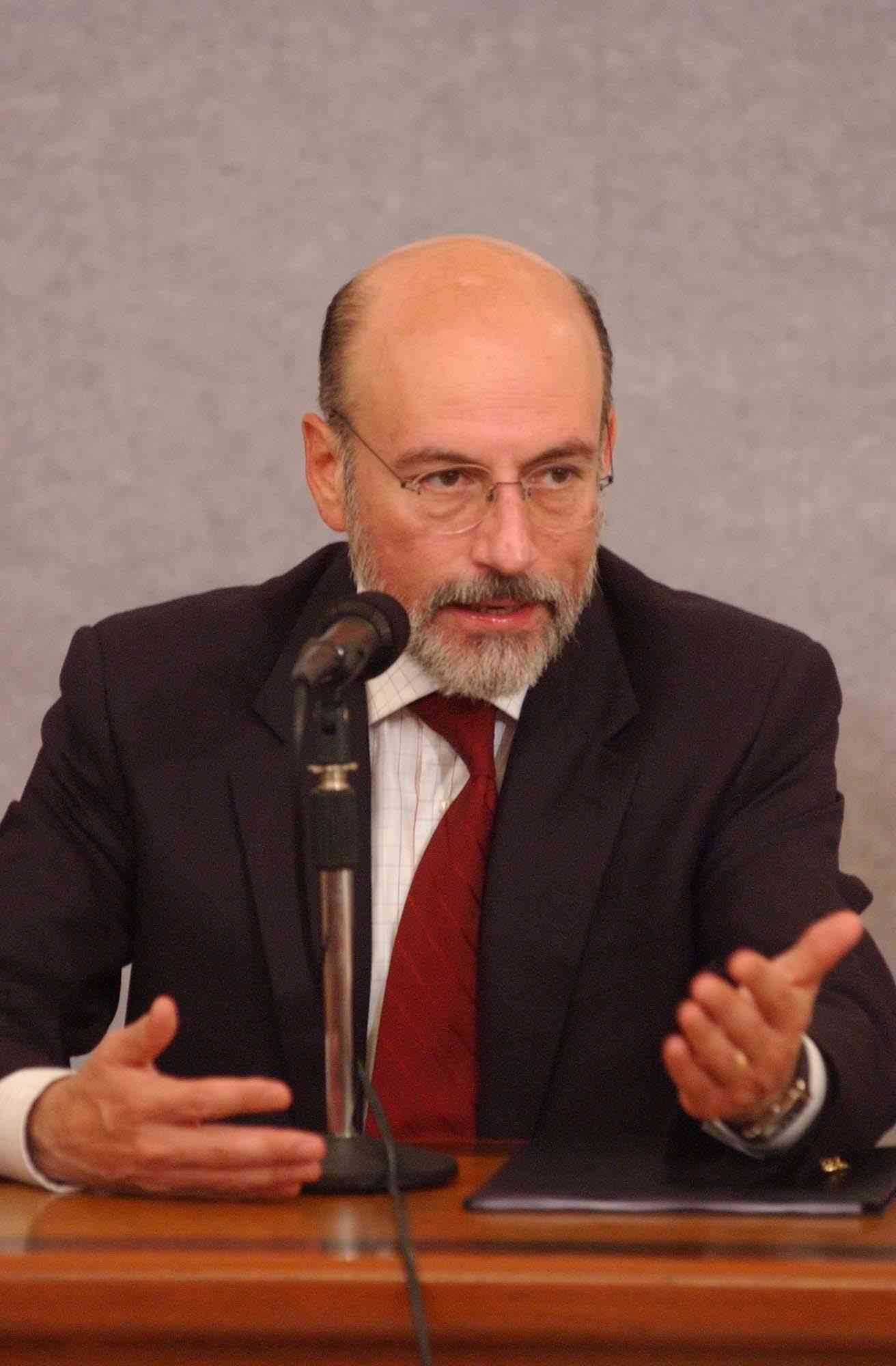
Luis Felipe Bravo Mena.

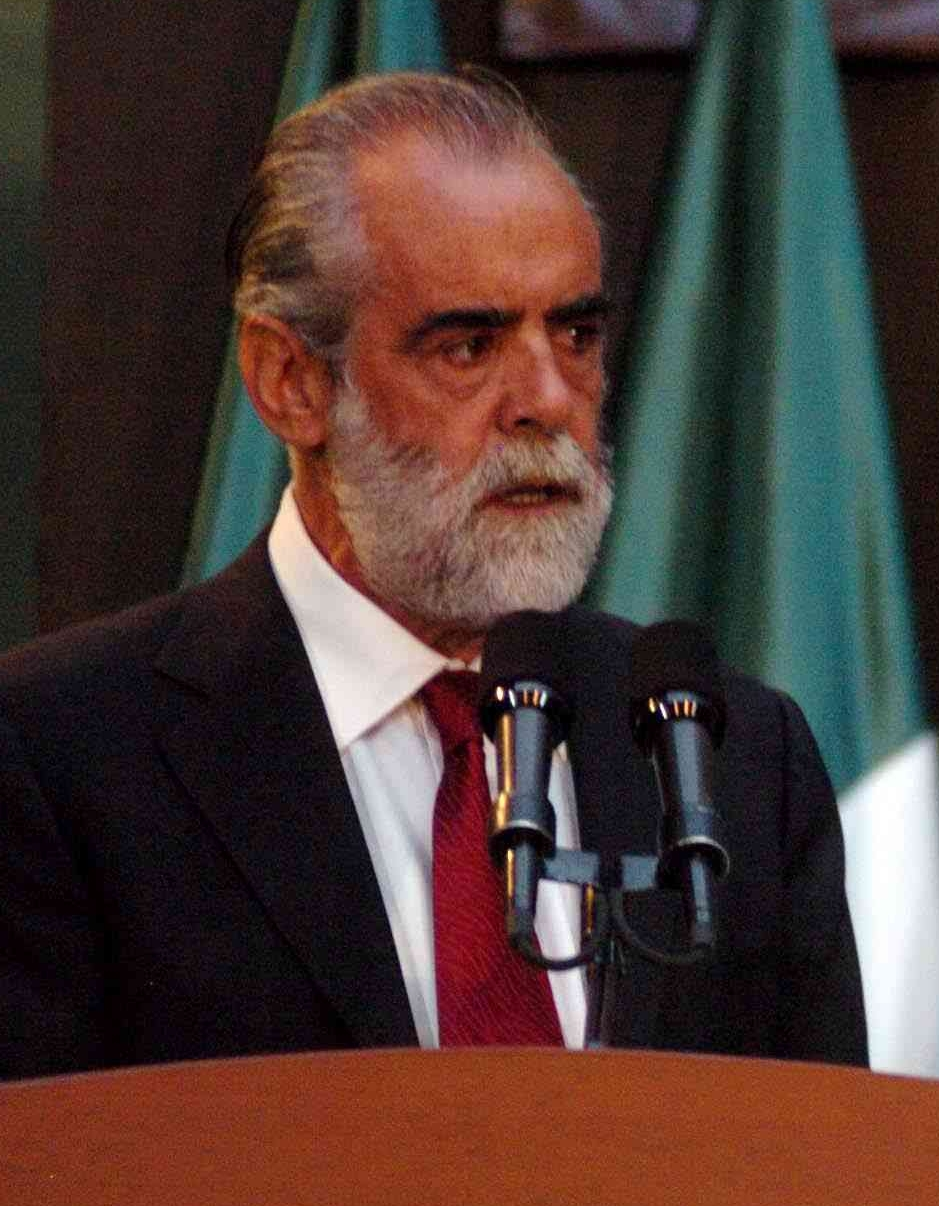
Diego Fernández de Cevallos, el Jefe Diego.

El PAN formalmente posee estatutos de lo que sus miembros denominan «ideología humanista». Sus Principios de Doctrina fueron aprobados por la Asamblea Constituyente el 14 de septiembre de 1939 y fueron renovados posteriormente en 1965 y 2002.
De la contextualización social, política y económica de estos principios, el PAN ha generado las denominadas Proyecciones de Principios de Doctrina, de las que han existido dos en su historia, que se suman a los Principios de Doctrina fundacionales, identificadas por los años en que fueron redactadas: la de 1965 y la de 2002.  En la proyección de 2002 definen su doctrina en política económica como economía social de mercado y suelen identificarse con los partidos de derecha de Alemania. Así mismo afirman que «la familia tiene preeminencia natural sobre las demás formas sociales, incluso el Estado».  Desde afuera del partido, la doctrina y al partido se le cataloga como de derecha o conservadora.
En septiembre de 2021 el presidente del partido político español Vox Santiago Abascal, se reunió con senadores del PAN para adherirse a la «Carta de Madrid», documento que busca frenar el avance del comunismo en España y América a través de acciones conjuntas entre diferentes líderes políticos de varios países. No obstante, la dirigencia oficial del partido se deslindó de tal adhesión y comentó que esta fue a título personal de una reducida sección de senadores.  El expresidente del PAN Gustavo Madero Muñoz y otros militantes criticaron dicha reunión y declararon que lo que necesita el PAN es «incursionar por el centro político y no en los extremos».
Varios grupos políticos criticaron la decisión del partido de aliarse con Vox ya que el hecho le daba una connotación negativa. Como respuesta, el PAN tuvo que pedir disculpas públicas. Además, el asesor del partido Christian Camacho fue destituido.

## Organización
El PAN se organiza con una Asamblea Nacional de Delegados (Miembros Activos) propuestos por las Asambleas Municipales y ratificados por Asambleas Estatales. Este órgano es la máxima autoridad del partido la cual delibera y aprueba los cambios de los estatutos y reglamentos, así como la elección de los miembros del Consejo Nacional.
Le sigue el Consejo Nacional que es formado de 300 miembros Activos electos, así como por miembros exoficio y tiene como función nombramientos de los miembros del Comité Ejecutivo Nacional, el diseño de plataformas electorales, y la disciplina interna del partido. Se renueva cada 3 años.
El Comité Ejecutivo Nacional es el órgano de dirigencia, que deberá ser electo cada tres años. Consiste en encargados de las carteras directivas, los coordinadores parlamentarios, el presidente del partido y los nombrados para las carteras de administración.
Se sigue por comités Directivos Estatales y Municipales con el mismo funcionamiento.
La Comisión Nacional de Elecciones es la autoridad electoral interna del Partido, responsable de organizar los procesos de selección de candidatos a cargos de elección popular de nivel federal, estatal y municipal, misma que funciona de manera permanente.
Cuenta con agrupaciones Femenina (Promoción Política de la Mujer) y la Secretaría Nacional de Acción Juvenil. Ambas con su propia normatividad.

## Afiliación
El PAN cuenta con un control riguroso de sus miembros, divididos en activos y adherentes, siendo los primeros aquellos que cuentan con todas las obligaciones y deberes que el partido otorga y los segundos quienes están en proceso de adquirir la activación. Es en los Comités Municipales, para el caso de los Estados (Entidades Federativas) de la República Mexicana; y Comités Delegacionales, para el caso de la Ciudad de México (antes conocida como Distrito Federal), capital de los Estados Unidos Mexicanos, donde se inicia el proceso de afiliación al Partido; el proceso de registro es transparente y se puede consultar el estado de afiliación de cualquiera de los miembros a través del Registro Nacional de Miembros que permite hacer consultas a la base de datos, por las categorías Estado, Municipio, Activo, Adherente, o por Apellidos y Nombre. El Partido Acción Nacional es el único partido político de México que tiene un refrendo nacional de miembros público.
A partir de la reforma a sus estatutos de 2013, se eliminó la división entre militantes activos y adherentes, por lo cual únicamente se reconoce a los militantes y simpatizantes, siendo los primeros los ciudadanos mexicanos manifiesten su deseo de afiliarse, asuman como propios los principios, fines, objetivos y documentos básicos del Partido Acción Nacional, y sean aceptados con tal carácter, debiendo presentar su solicitud por escrito ante cualquier Comité del Partido de la entidad federativa que corresponda, expresando la obligación de cumplir y respetar los principios de doctrina y documentos básicos de Acción Nacional y su compromiso de participar en forma activa y permanente en la realización de los fines, objetivos y actividades del Partido.
Para el PAN, son simpatizantes aquellos ciudadanos que manifiesten el deseo de mantener un contacto estrecho con el Partido y colaborar con sus fines.

## Presidentes del PAN
Desde su fundación, el Partido Acción Nacional había elegido su presidencia a partir de la votación de los miembros del Comité Ejecutivo Nacional. A partir de la reforma a sus estatutos llevada a cabo en 2013, la o el presidente del Partido es electo por votación directa por sus militantes, llevando a cabo su primer elección abierta a la militancia el 18 de mayo de 2014, resultando triunfador Gustavo Madero Muñoz, con un 56,76% de los votos frente a su contrincante, Ernesto Javier Cordero Arroyo que obtuvo un 43,24%, teniendo una participación de 72% del listado de militantes del PAN.
| Fecha de la elección    | Participación | Candidato ganador            | Candidato perdedor                    |
| ----------------------- | ------------- | ---------------------------- | ------------------------------------- |
| 18 de mayo de 2014      | 72%           | Gustavo Madero Muñoz: 56.76% | Ernesto Javier Cordero Arroyo: 43.24% |
| 16 de agosto de 2015    | 50%           | Ricardo Anaya Cortés: 81.91% | Javier Corral Jurado: 16.03%          |
| 11 de noviembre de 2018 | 60%           | Marko Cortés Mendoza: 79%    | Manuel Goméz Morín: 21%               |
| 2021                    | --            | Reelección de Marko Cortés   | No se presentó contendiente           |
| 10 de noviembre de 2024 | 45%           | Jorge Romero Herrera: 80%    | Adriana Dávila Fernández: 20%         |

## Resultados electorales

### Elecciones presidenciales
El partido ha postulado a 12 candidatos a la presidencia de México desde 1952.
|  | 7.82 % |

|  | 9.42 % |

|  | 10.98 % |

|  | 13.77 % |

|  | 15.68 % |

|  | 17.07 % |

|  | 25.92 % |

|  | 42.52 % |

|  | 35.91 % |

|  | 26.03 % |

|  | 17.66 % |

|  | 22.27 % |

|  | 16.04 % |

|  | 27.45 % |

### Cámara de Diputados
| Elección | Legislatura | Distrito   | Distrito | RP         | RP   | Curules | Posición | Presidencia                 | Presidencia |
| Elección | Legislatura | votos      | %        | votos      | %    | Curules | Posición | Presidencia                 | Presidencia |
| -------- | ----------- | ---------- | -------- | ---------- | ---- | ------- | -------- | --------------------------- | ----------- |
| 1946     | XL          | 51 312     | 2.2      |            |      | 4/147   | Minoría  | Miguel Alemán Valdés        |             |
| 1949     | XLI         | 121 061    | 5.6      |            |      | 6/149   | Minoría  | Miguel Alemán Valdés        |             |
| 1952     | XLII        | 301 986    | 8.3      |            |      | 5/161   | Minoría  | Adolfo Ruiz Cortines        |             |
| 1955     | XLIII       | 567 678    | 9.1      |            |      | 6/162   | Minoría  | Adolfo Ruiz Cortines        |             |
| 1958     | XLIV        | 749 519    | 10.2     |            |      | 6/162   | Minoría  | Adolfo López Mateos         |             |
| 1961     | XLV         | 518 652    | 7.5      |            |      | 5/178   | Minoría  | Adolfo López Mateos         |             |
| 1964     | XLVI        | 1 042 396  | 11.5     |            |      | 20/210  | Minoría  | Gustavo Díaz Ordaz          |             |
| 1967     | XLVII       | 1 224 100  | 12.3     |            |      | 20/212  | Minoría  | Gustavo Díaz Ordaz          |             |
| 1970     | XLVIII      | 1 893 289  | 14.2     |            |      | 20/213  | Minoría  | Luis Echeverría Álvarez     |             |
| 1973     | XLIX        | 2 223 603  | 14.3     |            |      | 25/231  | Minoría  | Luis Echeverría Álvarez     |             |
| 1976     | L           | 1 358 403  | 9.0      |            |      | 20/237  | Minoría  | José López Portillo         |             |
| 1979     | LI          | 1 487 378  | 10.8     |            |      | 43/400  | Minoría  | José López Portillo         |             |
| 1982     | LII         | 3 663 846  | 17.5     |            |      | 51/400  | Minoría  | Miguel de la Madrid         |             |
| 1985     | LIII        | 2 769 545  | 15.5     |            |      | 41/400  | Minoría  | Miguel de la Madrid         |             |
| 1988     | LIV         | 3 276 824  | 18.0     |            |      | 101/500 | Minoría  | Carlos Salinas de Gortari   |             |
| 1991     | LV          | 4 042 316  | 16.8     |            |      | 88/500  | Minoría  | Carlos Salinas de Gortari   |             |
| 1994     | LVI         | 8 664 834  | 25.8     | 8 833 468  | 25.8 | 119/500 | Minoría  | Ernesto Zedillo             |             |
| 1997     | LVII        | 7 696 197  | 25.9     | 7 792 290  | 25.9 | 121/500 | Minoría  | Ernesto Zedillo             |             |
| 2000     | LVIII       | 14 212 032 | 38.2     | 14 321 975 | 38.3 | 211/500 | Minoría  | Vicente Fox                 |             |
| 2003     | LIX         | 8 189 699  | 30.7     | 8 219 649  | 30.7 | 151/500 | Minoría  | Vicente Fox                 |             |
| 2006     | LX          | 13 753 633 | 33.4     | 13 845 121 | 33.4 | 206/500 | Minoría  | Felipe Calderón             |             |
| 2009     | LXI         | 9 679 435  | 28.0     | 9 714 181  | 28.0 | 143/500 | Minoría  | Felipe Calderón             |             |
| 2012     | LXII        | 12 885 414 | 25.9     | 12 960 875 | 25.9 | 114/500 | Minoría  | Enrique Peña Nieto          |             |
| 2015     | LXIII       | 8 328 125  | 22.1     | 8 377 535  | 22.2 | 109/500 | Minoría  | Enrique Peña Nieto          |             |
| 2018     | LXIV        | 697 595    | 1.2      | 10 096 588 | 17.9 | 81/500  | Minoría  | Andrés Manuel López Obrador |             |
| 2021     | LXV         | 3 828 228  | 7.8      | 8 969 288  | 18.2 | 114/500 | Minoría  | Andrés Manuel López Obrador |             |
| 2024     | LXVI        | 372 670    | 0.6      | 10 049 375 | 16.9 | 72/500  | Minoría  | Claudia Sheinbaum Pardo     |             |

### Senado de la República
| Elección | Legislaturas | Distrito   | Distrito | RP         | RP   | Escaños | Posición | Presidencia                 | Presidencia |
| Elección | Legislaturas | votos      | %        | votos      | %    | Escaños | Posición | Presidencia                 | Presidencia |
| -------- | ------------ | ---------- | -------- | ---------- | ---- | ------- | -------- | --------------------------- | ----------- |
| 1994     | LVI y LVII   |            |          | 8 805 038  | 25.7 | 25/128  | Minoría  | Ernesto Zedillo             |             |
| 1997     | LVII         |            |          | 7 880 966  | 26.1 | 33/128  | Minoría  | Ernesto Zedillo             |             |
| 2000     | LVIII y LIX  | 14 208 973 | 38.1     | 14 339 963 | 38.2 | 60/128  | Minoría  | Vicente Fox                 |             |
| 2006     | LX y LXI     | 13 889 159 | 33.5     | 14 035 503 | 33.6 | 52/128  | Minoría  | Felipe Calderón             |             |
| 2012     | LXII y LXIII | 13 126 478 | 26.3     | 13 245 088 | 26.3 | 38/128  | Minoría  | Enrique Peña Nieto          |             |
| 2018     | LXIV y LXV   | 600 423    | 1.1      | 9 971 804  | 17.6 | 23/128  | Minoría  | Andrés Manuel López Obrador |             |
| 2024     | LXVI y LXVII | 1 148 920  | 1.9      | 10 107 537 | 16.8 | 22/128  | Minoría  | Claudia Sheinbaum Pardo     |             |

### Gubernaturas obtenidas
|  | 53.1 % |

|  | 55.4 % |

|  | 43.8 % |

|  | 53.7 % |

|  | 52.3 % |

|  | 49.5 % |

|  | 48.7 % |

|  | 50.4 % |

|  | 47.0 % |

|  | 40.3 % |

|  | 44.7 % |

|  | 52.7 % |

|  | 49.8 % |

|  | 39.6 % |

|  | 42.45 % |

|  | 46.0 % |

|  | 53.7 % |

|  | 58.1 % |

|  | 56.5 % |

|  | 61.8 % |

|  | 48.0 % |

|  | 49.8 % |

|  | 51.25 % |

|  | 52.7 % |

|  | 45.5 % |

|  | 45.2 % |

|  | 55.1 % |

|  | 35.1 % |

|  | 52.9 % |

|  | 38.6 % |

|  | 48.6 % |

|  | 50.4 % |

|  | 41.9 % |

|  | 45.3 % |

|  | 43.1 % |

|  | 45.0 % |

|  | 45.7 % |

|  | 46.9 % |

|  | 54.08 % |

|  | 45.0 % |

|  | 42.8 % |

|  | 51.8 % |

|  | 47.6 % |

|  | 50.1 % |

|  | 34.9 % |

|  | 34.4 % |

|  | 53.5 % |

|  | 39.6 % |